# العلاقات المالديفية الإريترية
العلاقات المالديفية الإريترية هي العلاقات الثنائية التي تجمع بين المالديف وإريتريا.

## مقارنة بين البلدين
هذه مقارنة عامة ومرجعية للدولتين:
| وجه المقارنة                                              | [[تصنيف:صفحات تستخدم رمز علم غير موجود\|]] المالديف | إريتريا                                      |
| --------------------------------------------------------- | --------------------------------------------------- | -------------------------------------------- |
| المساحة (كم2)                                             | 298                                                 | 117.60 ألف                                   |
| عدد السكان (نسمة)                                         | 436.33 ألف                                          | 6.33 مليون                                   |
| الكثافة السكانية (ن./كم²)                                 | 146.42 ألف                                          | 53.83                                        |
| العاصمة                                                   | ماليه                                               | أسمرة                                        |
| اللغة الرسمية                                             | اللغة الديفهي                                       | اللغة التغرينية، اللغة العربية، لغة إنجليزية |
| العملة                                                    | روفيه مالديفية                                      | ناكفا                                        |
| الناتج المحلي الإجمالي (بليون دولار)                      | 4.60 مليار                                          | 2.61 مليار                                   |
| الناتج المحلي الإجمالي (تعادل القوة الشرائية) بليون دولار | 5.23 مليار                                          |                                              |
| الناتج المحلي الإجمالي الاسمي للفرد دولار أمريكي          | 8.39 ألف                                            |                                              |
| الناتج المحلي الإجمالي للفرد دولار أمريكي                 | 12.53 ألف                                           |                                              |
| مؤشر التنمية البشرية                                      | 0.706                                               | 0.391                                        |
| رمز المكالمات الدولي                                      | +960                                                | +291                                         |
| رمز الإنترنت                                              | .mv                                                 | .er                                          |
| المنطقة الزمنية                                           | ت ع م+05:00                                         | ت ع م+03:00                                  |

## منظمات دولية مشتركة
يشترك البلدان في عضوية مجموعة من المنظمات الدولية، منها:
| علم المنظمة | اسم المنظمة                        | تاريخ انضمام المالديف | تاريخ انضمام إريتريا |
| ----------- | ---------------------------------- | --------------------- | -------------------- |
|             | مؤسسة التمويل الدولية              | 2 فبراير 1983         | 11 أكتوبر 1995       |
|             | منظمة حظر الأسلحة الكيميائية       | ?                     | ?                    |
|             | يونسكو                             | 18 يوليو 1980         | 2 سبتمبر 1993        |
|             | الاتحاد الدولي للاتصالات           | 28 فبراير 1967        | 6 أغسطس 1993         |
|             | الأمم المتحدة                      | 21 سبتمبر 1965        | 28 مايو 1993         |
|             | منظمة الشرطة الجنائية الدولية      | ?                     | ?                    |
|             | البنك الدولي للإنشاء والتعمير      | 13 يناير 1978         | 6 يوليو 1994         |
|             | الاتحاد البريدي العالمي            | ?                     | ?                    |
|             | مؤسسة التنمية الدولية              | 13 يناير 1978         | 6 يوليو 1994         |
|             | وكالة ضمان الاستثمار متعدد الأطراف | 19 مايو 2005          | 10 سبتمبر 1996       |

## وصلات خارجية
- موقع وزارة الخارجية المالديفية